# Dulsie Bridge
Die Dulsie Bridge ist eine Straßenbrücke nahe der schottischen Ortschaft Ferness in der Council Area Highland. 1971 wurde die Brücke in die schottischen Denkmallisten in der höchsten Denkmalkategorie A aufgenommen.

## Geschichte
Im frühen 18. Jahrhundert leitete General Wade den Bau von Militärstraßen in Schottland. Hierbei entstanden über 400 Straßenkilometer und 40 Brücken. Als Nachfolger setzte William Caulfield die Arbeiten fort. Der Bau der Dulsie Bridge erfolgte im Zuge der Einrichtung der Militärstraße zwischen Corgarff und Fort George. Vermutlich wurde sie von Caulfield geplant und 1755 fertiggestellt. Nördlich der Dulsie Bridge steht das ebenfalls denkmalgeschützte Bauernhaus der Dulsie Farm, das einst möglicherweise als Gaststätte entlang der Straße fungierte.

## Beschreibung
Die Dulsie Bridge befindet sich in einer dünn besiedelten Region im Südosten Highlands nahe der Grenze zu Moray. Der nächstgelegene Weiler ist das rund fünf Kilometer nordöstlich an der A939 befindliche Ferness. Das Herrenhaus Glenferness House steht 1,5 Kilometer nordöstlich. Der Brücke, die eine ehemalige Militärstraße über den Findhorn führt, kommt heute eine untergeordnete verkehrsinfrastrukturelle Bedeutung zu.
Der Mauerwerksviadukt aus Granit überspannt den Findhorn mit einem ausgemauerten Segmentbogen mit einer Spanne von 14 Metern. Die Höhe von der Brüstung bis zum durchschnittlichen Wasserspiegel beträgt etwa 17 Meter. Der Granit stammt im Wesentlichen aus lokalem Bruch bei Ardclach. An der Nordseite überspannt ein deutlich kleinerer zweiter Bogen einen Durchlass. Zu beiden Seiten schwenkt die Straße in scharfen Kurven auf die Brücke.

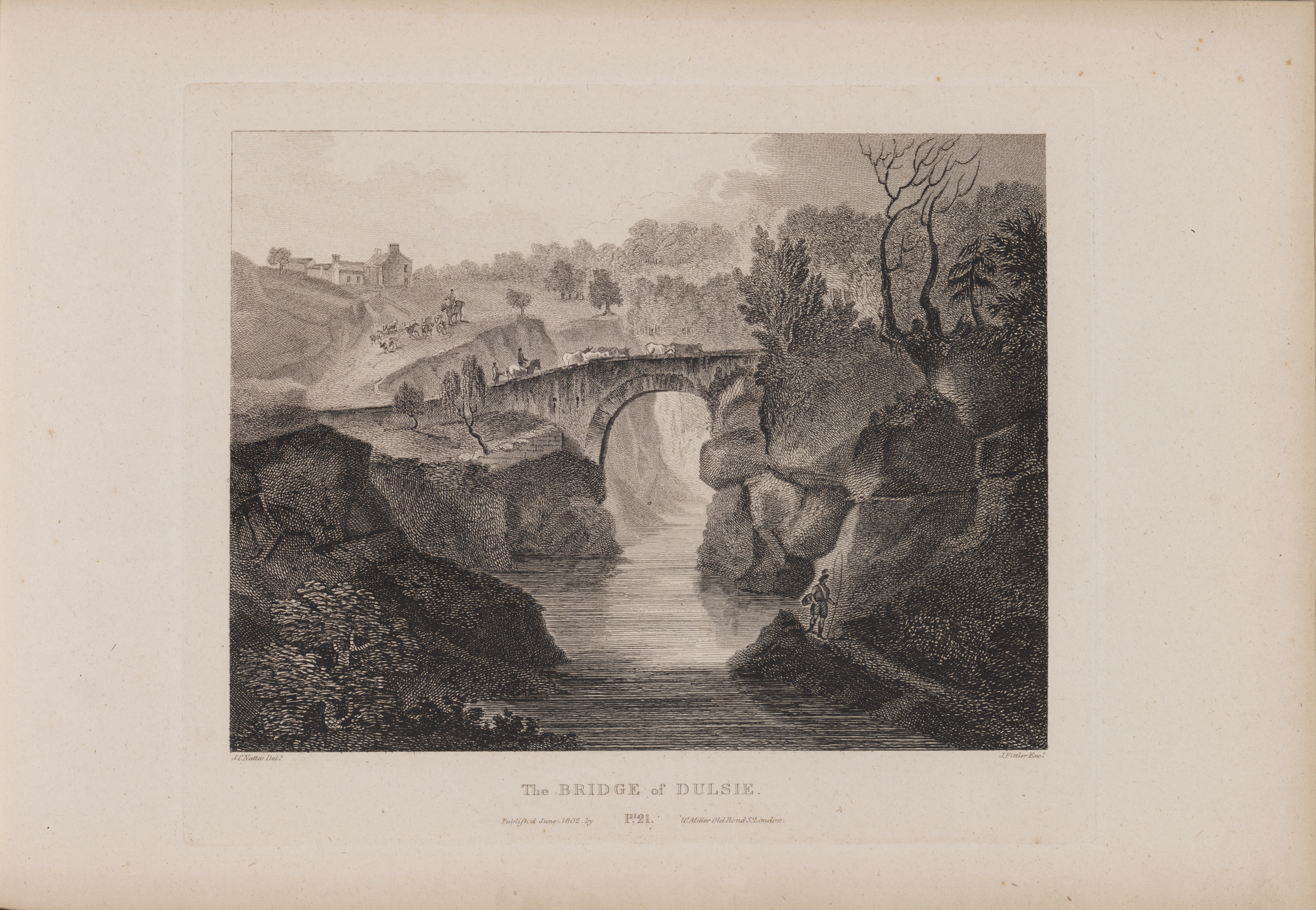
Historische Darstellung, 1804
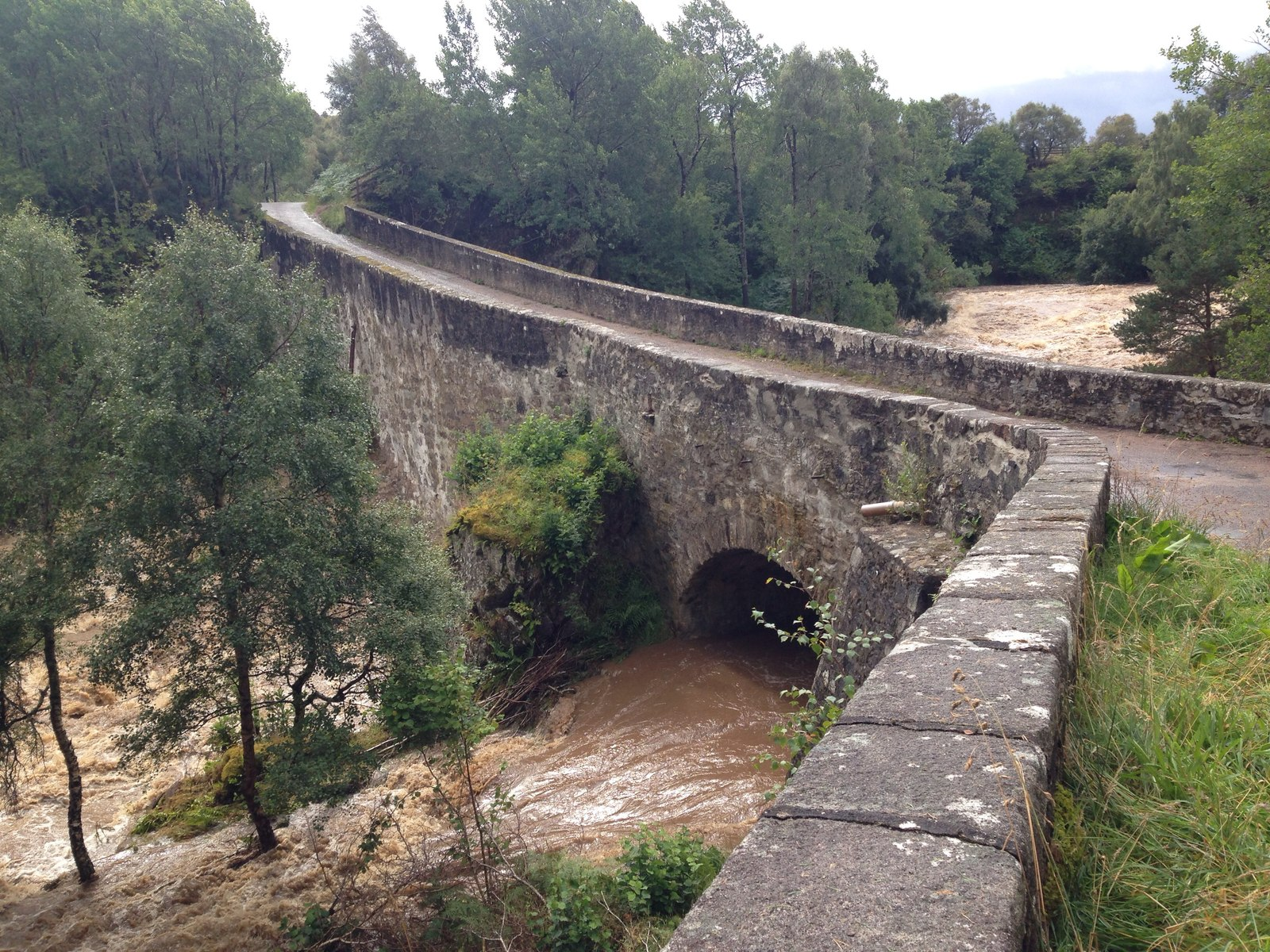
Durchlass an der Nordseite
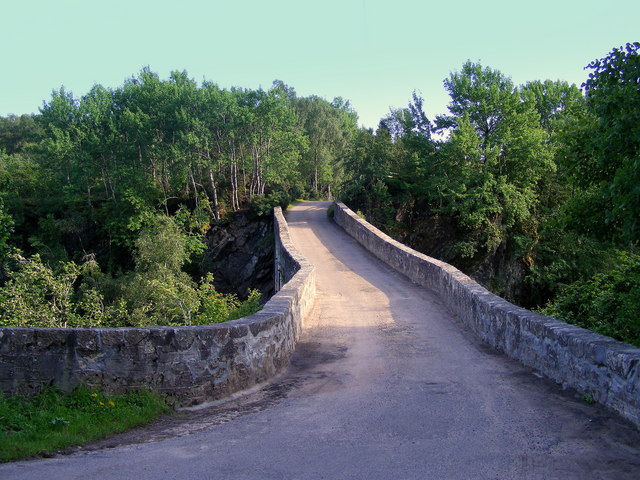
Blick über das Brückendeck